# قضاء الكحلاء
قضاء الكحلاء وهو إحدى الأقضية التابعة لمحافظة ميسان مركزه مدينة الكحلاء تقع في جنوب شرق العراق. تبعد عن مدينة العمارة مركز المحافظة حوالي 20 كلم. كان السيد علي عبد الحسن يوسف هو أول مدير ناحية للكحلاء وفي سنة 1976 أصبحت الكحلاء قضاء (قائمقامية) ويبلغ عدد سكان القضاء 85 الف نسمة حسب إحصائيات صحة الكحلاء.

## التسمية
- القلعة سميت المدينة بهذا الاسم وذلك بسبب قيام مؤسسها الشيخ فيصل الخليفة رئيس قبيلة البو محمد في عام 1848 م وذلك ببناء قلعة في ذلك الموقع لإدارة إعاشة الجيش المنظم من قبل حيث أن المنطقة التي تضم الكحلاء والشط وظلت تسمية ذلك المكان بالقلعة لفترة من الزمن.
- مسيعيدة وقد سميت بهذا الاسم نسبة إلى إحدى وصيفات الشيخ  فيصل الخليفة والمسماة مسعودة.
- الكحلاء وهي التسمية الحالية للمدينة وقد اطلقت عليها هذه التسمية منذ اواخر الخمسينات من القرن العشرين.